# Fauna de Tanzania

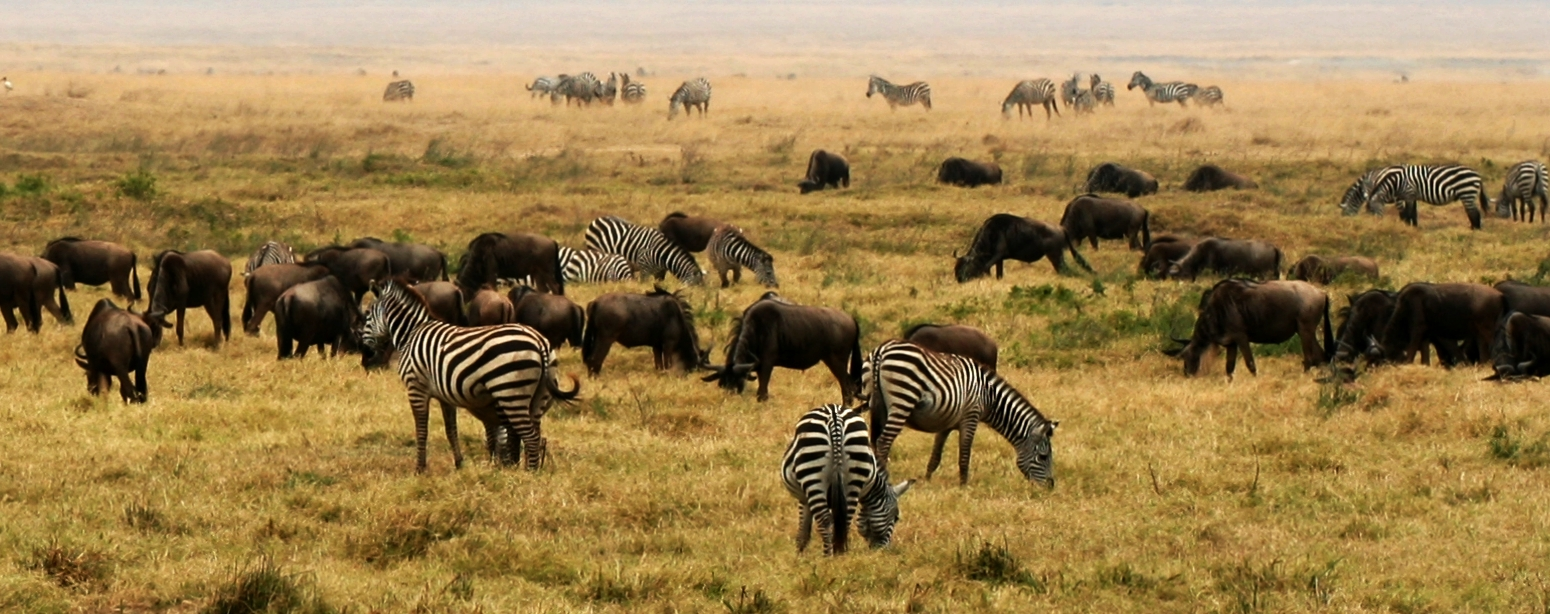
Cebras de las llanuras (Equus quagga) y ñus (Connochaetes taurinus) pastando en el cráter del Ngorongoro, en la reserva Ngorongoro Conservation Area

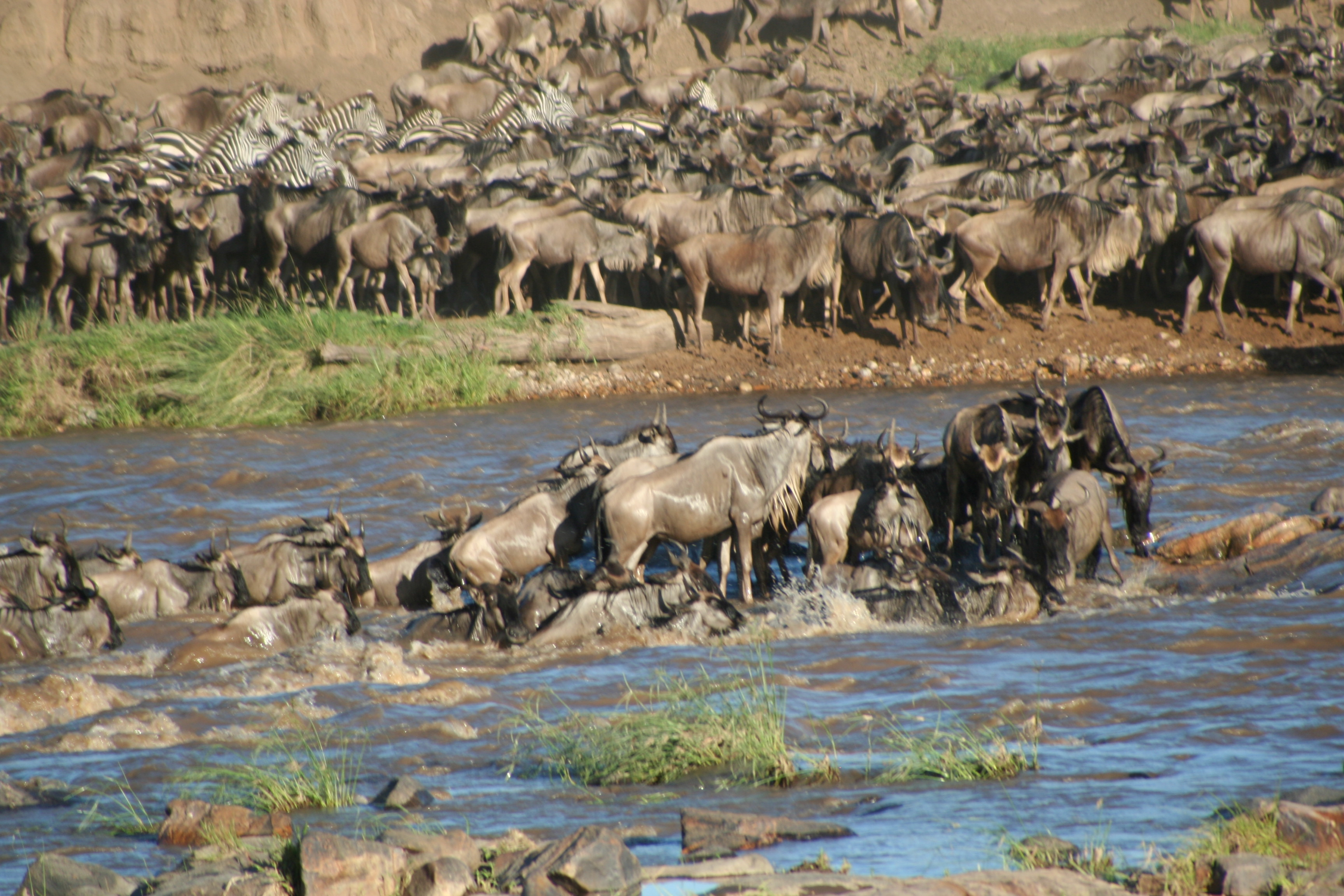
El espectacular desplazamiento en masa de los ñus, en Tanzania, que puede observarse en el Parque Nacional del Serengueti

Tanzania posee aproximadamente el 29% de especies de grandes mamíferos de África, los cuales se hallan en reservas, zonas de conservación, parques marinos y diecisiete parques nacionales esparcidos a lo largo de más de 42.000 kilómetros cuadrados, lo que representa, aproximadamente, el 38% del territorio nacional. (1) (2) La riqueza de la fauna de Tanzania está considerada “sin igual en todo África” y “el primer observatorio de caza del país” El Parque Nacional del Serengueti –el segundo más grande del país, con 14.763 kilómetros cuadrados- se halla situado al norte de Tanzania y es famoso por sus grandes manadas migratorias de ñus y de cebras, al tiempo que goza de la reputación de ser una de las grandes maravillas de la naturaleza en el mundo. La Zona de Conservación de Ngorongoro, creada en 1959, es Patrimonio de la Humanidad de la UNESCO (3) y está habitado por el pueblo Masái. (4) El cráter del Ngorongoro es la caldera intacta más grande del mundo. (5) (6)
Los parques nacionales también forman parte de los humedales de Tanzania. Los animales salvajes tienden a pastar en estos humedales, particularmente aquellas especies amantes del agua, tales como los hipopótamos, los antílopes acuáticos, los facóqueros comunes, los elefantes, los cocodrilos y los antílopes africanos sitatunga, además de aves acuáticas tales como los flamencos y los patos. (7)  

## Orígenes

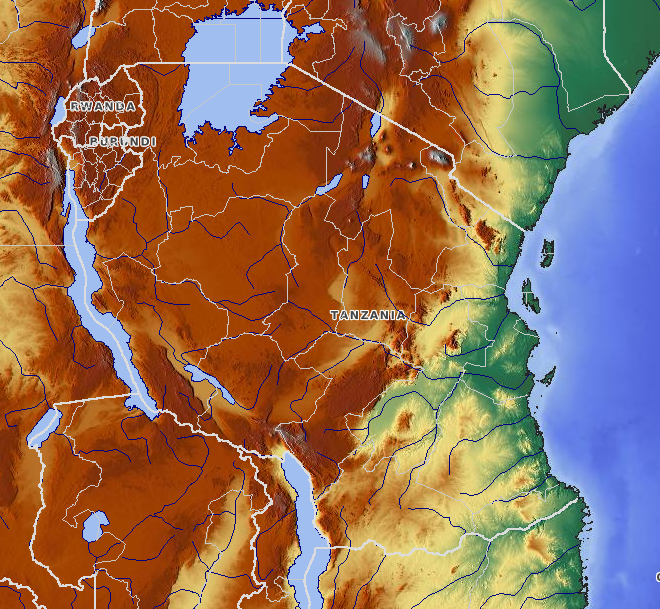
Mapa físico de Tanzania.

Desde la época colonial, la conservación de la fauna ha sido una prerrogativa del gobierno de Tanzania. Teniendo en cuenta este hecho, los recursos que ofrece la fauna para sus habitantes, siempre han estado restringidos, lo cual ha provocado pobreza en el medio rural y la caza furtiva. Recientemente, las autoridades de los parques nacionales de Tanzania (Tanzania National Parks Authority, o TANAPA) ha tomado acciones encaminadas a involucrar a la comunidad local a fin de esta lleve a cabo esfuerzos para la conservación y contribuir así con la economía local por medio de la repartición equitativa de beneficios. (8)

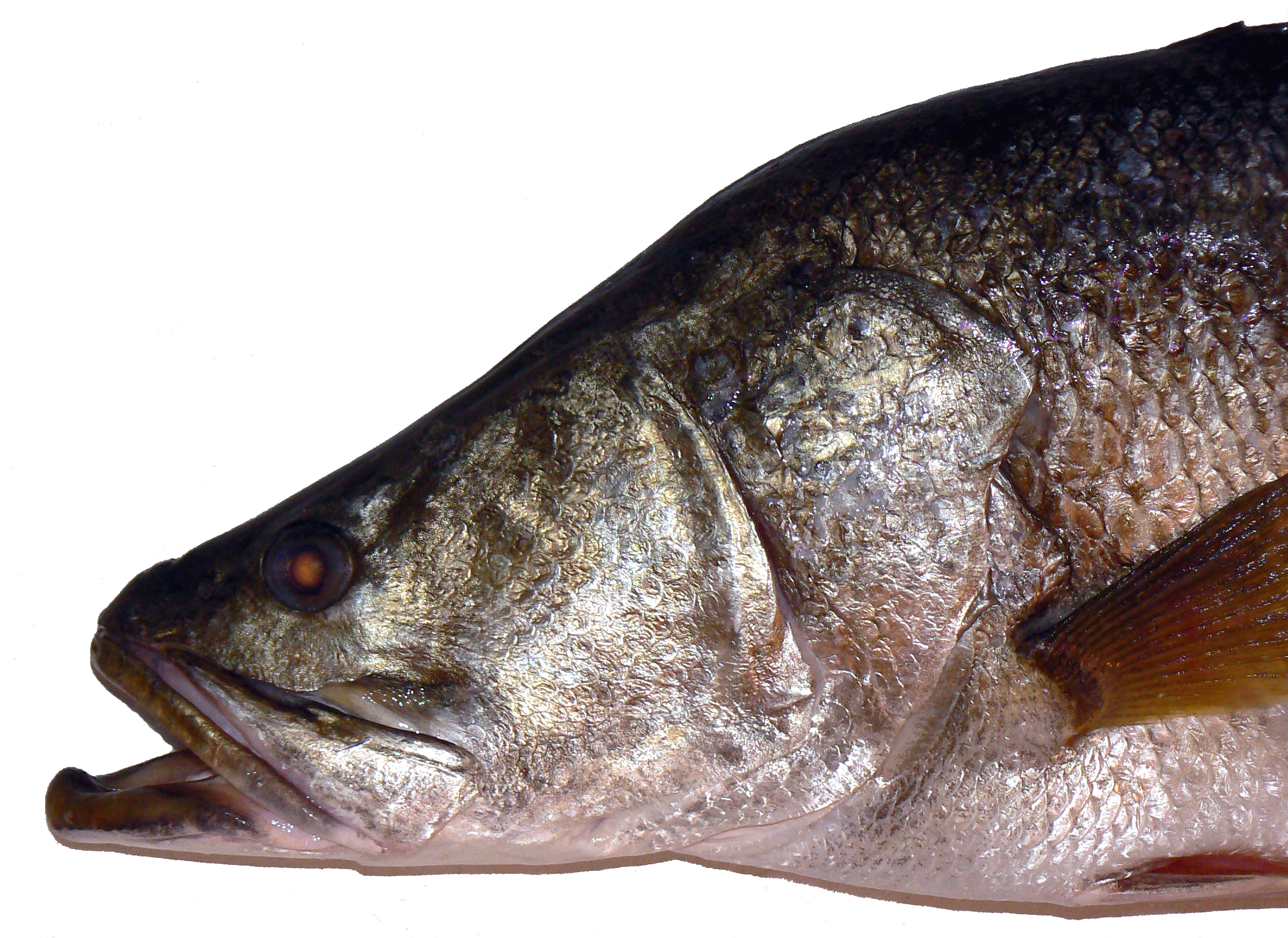
Las exportaciones de la perca del Nilo generan a Tanzania unos beneficios de 100 millones de dólares estadounidenses.

Los recursos obtenidos en Tanzania por la explotación de la fauna, ascienden anualmente a 30 millones de dólares estadounidenses al erario y unos ingresos de 9 millones de dólares estadounidenses de ingresos presupuestarios de las sociedades de arrendamiento financiero. La caza ilegal representa un beneficio de 50 millones de dólares estadounidenses. En los años de 1990, se exportaron 1,68 millones de pájaros, 523.000 reptiles, 12.000 mamíferos y 148.000 anfibios. Así mismo hubo un incremento del 30%, en el turismo relacionado con la fauna. Los ingresos debidos a la exportación de la pesca también han contribuido en gran medida, habiendo alcanzado la cifra de 130 millones de dólares estadounidenses en el año 2003, de los cuales el mayor porcentaje fue debido a la exportación de la  perca del Nilo, por un valor de 100 millones. (8)     

## Parques nacionales
La fauna de Tanzania, país considerado el lugar con las “mejores experiencias de safaris y espectáculo de vida salvaje del planeta”, posee cuarenta parques nacionales y reservas cinegéticas. (9) Existen diecisiete parques nacionales, con una extensión total de 42.235 kilómetros cuadrados. Estos son los siguientes:
1. Parque Nacional Arusha, con 552 kilómetros cuadrados.
2. Parque Nacional Gombe, con 52 kilómetros cuadrados.
3. Parque Nacional Jozani Chwaka Bay,
4. Parque Nacional Katavi, con 4.471 kilómetros cuadrados.
5. Parque Nacional del Kilimanjaro, con 1.668 kilómetros cuadrados.
6. Parque Nacional Kitulo, con 413 kilómetros cuadrados.
7. Parque Nacional de los Montes Mahale, con 1.613 kilómetros cuadrados.
8. Parque Nacional del Lago Manyara, con 330 kilómetros cuadrados.
9. Parque Nacional de Mikumi, con 3.230 kilómetros cuadrados.
10. Parque Nacional Mkomazi, con 3.245 kilómetros cuadrados.
11. Parque Nacional Ruaha, con 20.226 kilómetros cuadrados.
12. Parque Nacional de la Isla de Rubondo, con  457 kilómetros cuadrados.
13. Parque Nacional Saadani, con 1.062 kilómetros cuadrados.
14. Parque Nacional de la Isla Saanane, con 2,18 kilómetros cuadrados.
15. Parque Nacional del Serengeti, con 14.763 kilómetros cuadrados.
16. Parque Nacional Tarangire, con 2.850 kilómetros cuadrados.
17. Parque Nacional de las montañas Udzungwa, con 1.990 kilómetros cuadrados. (2)

### Parque Nacional Arusha

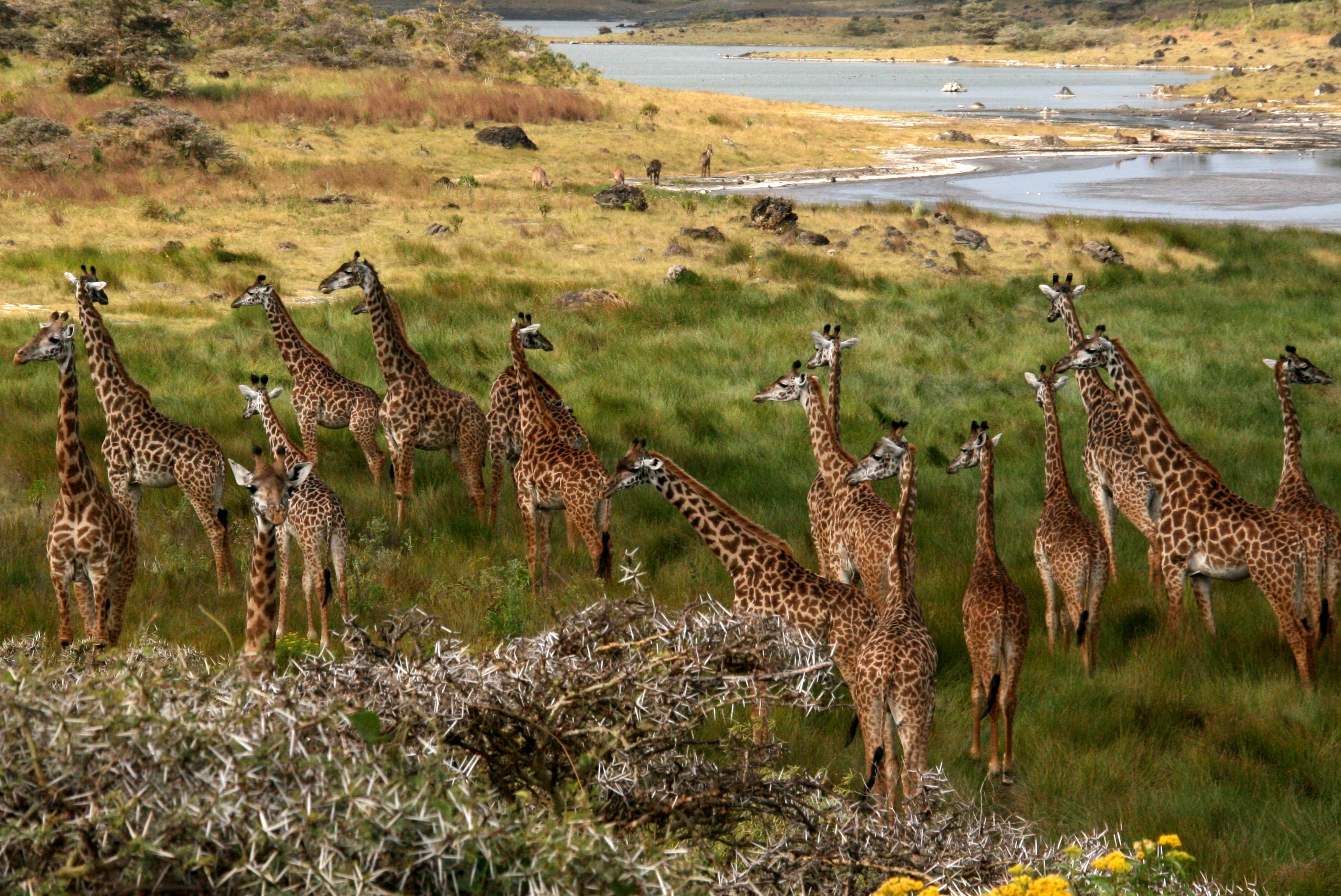
Una manada de jirafas en el Parque Nacional Arusha.

El Parque Nacional Arusha se extiende más de 552 kilómetros cuadrados. (10)  Contiene ecosistemas ribereños, lacustres y humedales palustres. Incluye bosques de montaña y los desiertos alpinos de Mount Meru, la quinta montaña más alta de África, con 4.566 metros de altitud. (10) El parque también posee zonas pantanosas, ondulantes colinas con pastos y sabana con árboles. (10) El cráter Ngurdoto, (10) los lagos de Momella (10) y una de las fuentes del río Pangani, se hallan dentro del parque. Entre los animales salvajes y aves del parque, se hallan los elefantes (poco frecuentes), los leopardos, los antílopes acuáticos, las hienas manchadas (o moteadas) las jirafas, los  cercopitecos de diadema (o monos azules), los los turacos (aves), los trogones (aves), los búfalos cafre, los  facóqueros comunes y los saltarrocas (pequeños antílopes). (10) Las aves acuáticas también se concentran, en gran número, en las zonas lacustres, particularmente los flamencos. (10) El parque se halla cerca de la ciudad de Arusha y el Aeropuerto Internacional Kilimanjaro está a sesenta kilómetros del parque. (10) (6) (7) (11)        

### Parque Nacional Gombe

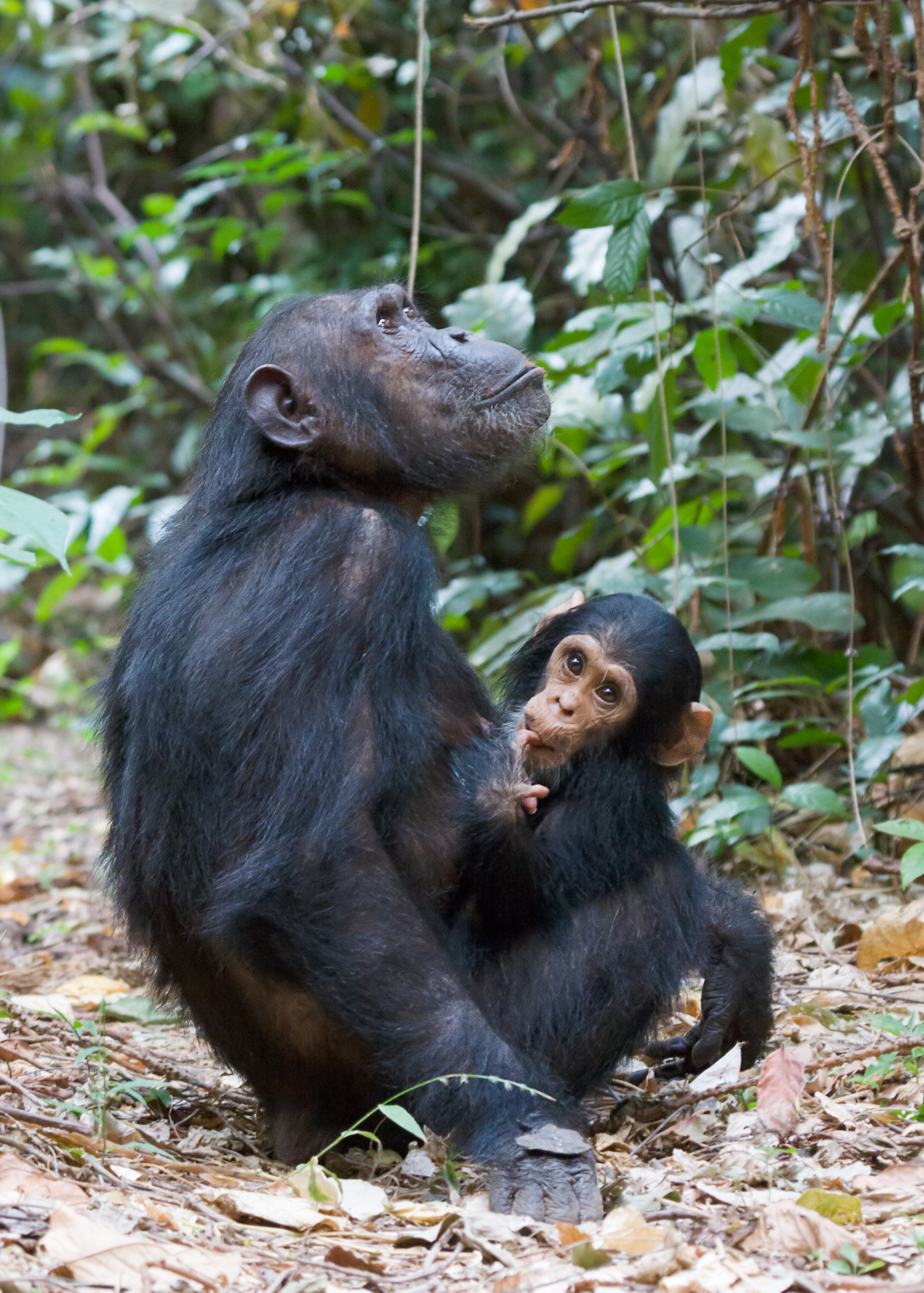
Chimpancés en el Parque Nacional Gombe

El segundo parque nacional más pequeño de Tanzania es el Gombe, que abarca un área de 52 kilómetros cuadrados. (12) Su topografía consiste en colinas de gran desnivel, valles con ríos y las orillas arenosas del norte del Lago Tanganica. (12) El parque se halla drenado por el río Gombe. El único acceso al parque es por medio de barcos (13) que parten de Kigoma. (12)  
Los famosos animales del parque son principalmente primates, incluyendo el chimpancé, el papión oliva (o papión de Anubis o babuino de Anubis), el cercopiteco de cola roja y el  colobo rojo de Zanzíbar (o colobo rojo de Kirk). Este parque es el lugar en el que Jane Goodall llevó a cabo sus estudios sobre el comportamiento de los chimpancés, los cuales comenzaron en 1960. (14) (15) Dicho estudio ha hecho que ciento cincuenta ejemplares se hayan familiarizado con los humanos. 
El parque posee una gran riqueza de aves, entre las que se encuentran doscientas especies, incluyendo el pigargo vocinglero  y la estrilda golirroja. (12) (16) (17)  
El Parque Nacional de la Bahía Jozani Chwaka, es el único parque nacional en la isla de Unguja, y se extiende por una superficie de cincuenta kilómetros cuadrados, lo cual representa el área forestal semi-natural más extensa del archipiélago. Se encuentra en la isla principal de Unguja. Los hábitats del parque y los de las tierras asociadas protegidas, incluyen bosques de humedales, bosques costeros y tierras de pasto, así como manglares y pantanos de agua salada en las costas. Las especies animales que se encuentran aquí incluyen el colobo rojo de Zanzíbar (Piliocolobus kirkii), especie endémica amenazada, incluida en la lista roja UICN, y el pequeño antílope duiker de Ader, (Cephalophus adersi), también endémico y en grave peligro de extinción. Pueden observarse grupos de colobos cerca del parque. En las zonas pantanosas pueden verse aves zancudas rodeadas de algas. La formación inicial del parque, el manto coralino, fue explotada con fines agrícolas, dada la presión humana. No obstante, gracias a la ayuda del gobierno australiano y la agencia humanitaria CARE Tanzania el gobierno de Zanzíbar inauguró el Proyecto de Conservación de la Bahía  Jozani Chwaka, en 1995 (11) (12) (13) El mantenimiento del primer parque nacional se halla parcialmente gestionado gracias a los ingresos generados por los visitantes al parque. Estos ingresos también sustentan la Jozani Conservation Society (Sociedad para la Conservación Jozami), con el fin de construir y operar varias escuelas y centros de salud para la población local. El parque ha creado varios senderos, a través del bosque, a fin de poder observar las aves, así como una pasarela elevada a fin de poder observar el manglar.

### Parque Nacional de Katavi

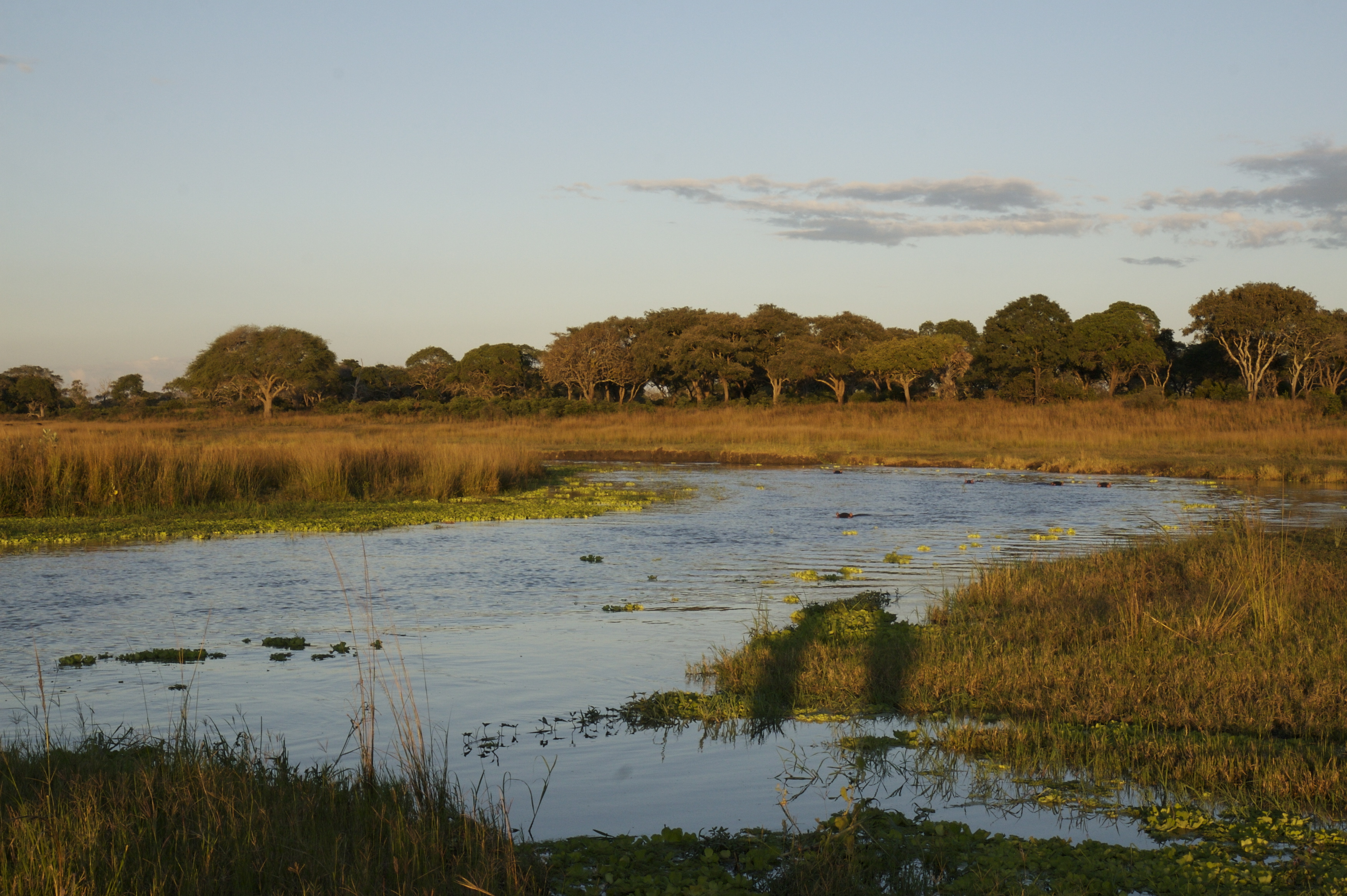
El Parque Nacional de Katavi al anochecer.

El parque nacional de Katavi posee una extensión de 4.471 kilómetros cuadrados y es el tercero más grande de Tanzania. Se encuentra en un lugar remoto, al suroeste del país. (18) Su emplazamiento geográfico se sitúa en un brazo del Rift de África Oriental que desemboca en el lago Rukwa. (18) Forma parte integral del ecosistema ribereño y palustre del humedal. El río Katuma, con sus pastos, lagos pantanosos y bosques de miombos (brachystegia), forma parte del hábitat. (18) Los antílopes Eland (o Eland común o alce de El Cabo), los antílopes sable (o negros) y los  antílopes ruanos (o antílopes equinos), son abundantes y los lagos pantanosos son el hábitat de la mayor población de hipopótamos y de cocodrilos del Nilo de toda Tanzania. (18) Los elefantes, leones, hienas manchadas, búfalos cafre, jirafas, cebras, impalas y los antílopes redunca, son frecuentes en la temporada seca. (18) (7) (19)     

### Parque Nacional del Kilimanjaro

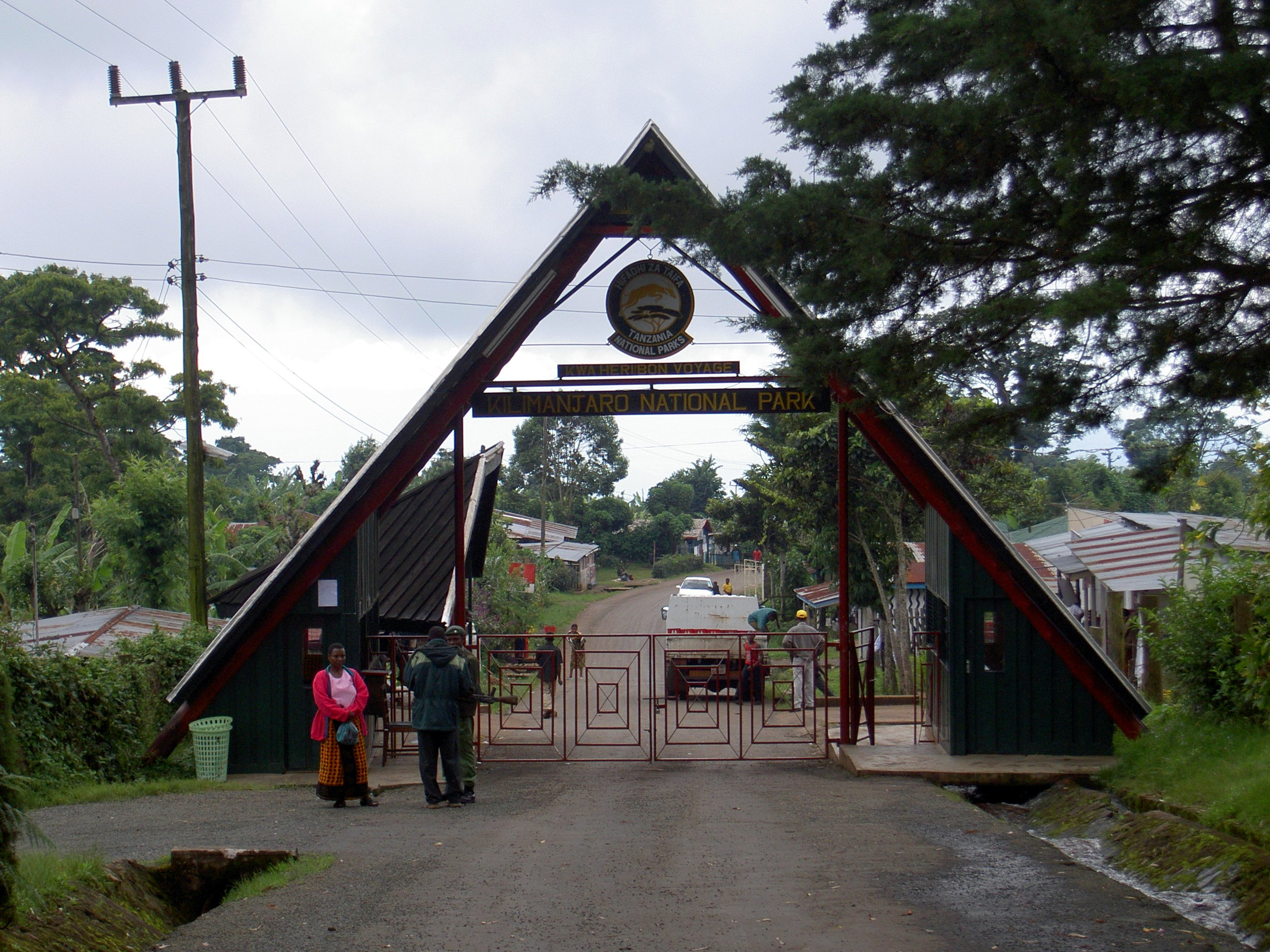
Entrada al parque nacional del Kilimanjaro, declarado patrimonio de la humanidad por la UNESCO.

Como su propio nombre indica, el monte Kilimanjaro determina el nombre del parque. Esta es la montaña más alta de África, con 5.895 metros de altitud y es, además, la montaña más alta del mundo que se alza en solitario. El parque ofrece un “recorrido de todos los climas existentes en el mundo, desde los tropicales a los árticos”. Las vegetación existente incluye espesos bosques de montaña, musgo y líquenes, así como lobelias gigantes (Lobelia deckenii). El parque, inaugurado en 1977, abarca una extensión de 1.668 kilómetros cuadrados y se encuentra en un entorno con un ecosistema ribereño y palustre. En el viven animales salvajes tales como elefantes, leopardos, búfalos cafre, el amenazado pequeño antílope de la selva, duiker de Abbott, y otros pequeños antílopes y primates. En este parque, apenas hay turismo de safaris, o visitantes que buscan poder observar animales salvajes. No obstante, es popular entre los montañeros que desean efectuar expediciones al cono volcánico de Kibo, el cual aún posee varios restos de glaciares, así como con el fin de visitar el hábitat de los páramos africanos de montaña. Es uno de los parques más visitados de Tanzania. El municipio de Moshi se encuentra cerca de varias entradas al parque, a 128 kilómetros al este de la ciudad de Arusha. (6) (7) (20)

### Parque Nacional de Kitulo

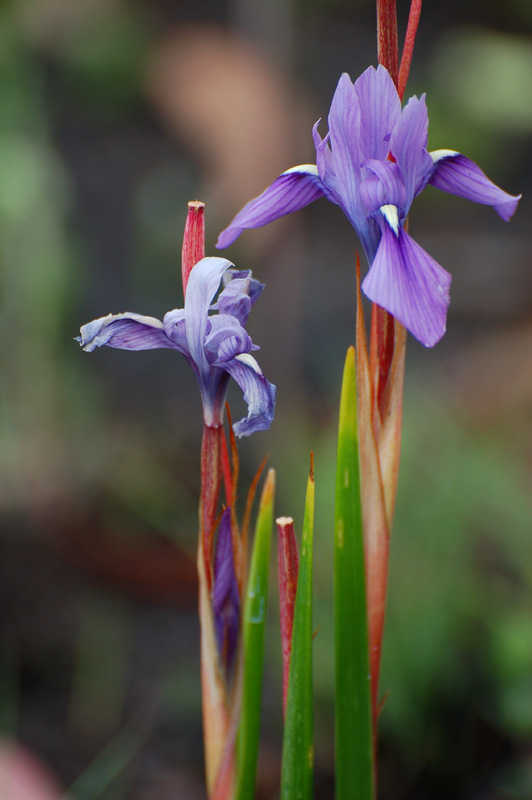
Moraea callista, de la especie de las iridáceas, que crece en el Parque Nacional de Kitulo.

El parque nacional de Kitulo tiene una extensión de 413 kilómetros cuadrados y se encuentra en el altiplano de Kitulo, cuyo nombre local es 'Bustani ya Mungu', que significa “El jardín de Dios”, y se encuentra al sur de Tanzania. Los pastos de montaña, los cuales se hallan a una altitud de 2.600 metros, poseen gran cantidad de agua. El parque está confinado entre los accidentados picos del Kipengere, las montañas Poroto y las montañas Livingstone. Sus tierras poseen un suelo volcánico, el cual está drenado por el río Ruaha. Dada su abundante y variada flora es una zona muy visitada. Son pocos los animales que la visitan; la mayoría son los antílopes redunca y los antílopes Eland. La observación de las aves es una actividad muy apreciadas por los amantes de la ornitología que buscan principalmente poder ver a la avutarda cafre, la golondrina azul (especie amenazada), y los paseriformes obispo montano, cistícola de Njombé y serín de los Kipengere. Otras especies endémicas incluyen mariposas, camaleones, lagartos y ranas. Las oficinas centrales están situadas en Matamba, dentro del parque, y se hallan a 100 kilómetros de la ciudad de Mbeya. (22)          

### Parque Nacional de los Montes Mahale
El Parque Nacional de los Montes Mahale, que se encuentra junto al Parque Nacional de Gombre, se encuentra junto al Lago Tanganika, bordeando sus orillas. Lo baña la región densamente poblada de árboles de los Montes Mahale, con picos que se alzan hasta a dos kilómetros sobre el nivel del lago. El pico del Nkungwe, de 2.460 metros de altitud, es la montaña más alta de esta sierra montañosa, la cual es venerada por los nativos Tongwe. El parque está localizado en una zona remota de difícil acceso y tiene una extensión de 1,613 kilómetros cuadrados. Entre los animales salvajes que lo pueblan, los chimpancés son la atracción principal, sumando una población de aproximadamente ochocientos individuos. Otros primates que abundan son los colobos rojos, los cercopitecos de cola roja y los cercopitecos de diadema. El lago, con sus aguas cristalinas, es el segundo lago más profundo de Tanzania y sus aguas contienen hasta mil especies de peces. (23)   

### Parque Nacional del Lago Manyara

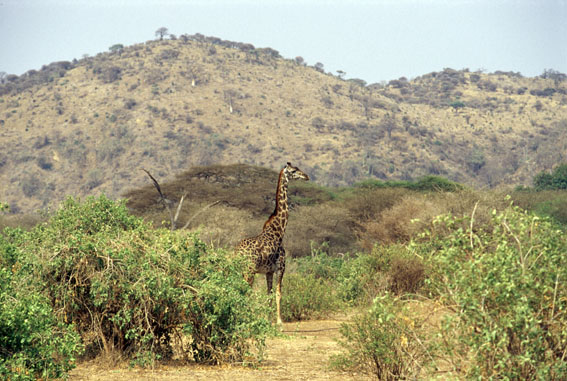
Jirafa en el Parque Nacional del Lago Manyara.

El Parque Nacional del Lago Manyara, que abarca un área de 330 kilómetros cuadrados, incluye el Lago Manyara, de 200 kilómetros cuadrados de extensión (en su nivel más alto). Este lago alcalino se encuentra a 600 metros por debajo de este valle  de alta cuenca. Ernest Hemingway lo llamó “el más bonito que he visto en África”. La extensión del parque, formado por dentados picos volcánicos, puede apreciarse desde las grandes estepas Masái. Este se encuentra en los ecosistemas pantanosos palustres y ribereños. Entre los animales salvajes que se pueden observar, se encuentran grupos de babuinos, manos colobos, bushbuck septentrional (o antílope jeroglífico o bosbok), jirafas, leones trepadores de árboles, grupos de mangostas rayadas, pequeños antílopes dicdic de Kirk, y parejas de saltarrocas. Los elefantes, cuya población casi se extinguió en los años 1980 debido a la caza furtiva, se encuentra en recuperación. Se calcula que hay una población de cuatrocientas especies de aves y es fácil observar una centena de ellas en un día cualquiera, tales como grandes bandadas de flamencos de color rosa y aves acuáticas tales como pelícanos, cormoranes y cigüeñas. El acceso al parque se encuentra a 126 km de la población indígena masái de Mto wa Mbu, al oeste de Arusha. El parque está conectado al aeropuerto de vuelos chárter y líneas regulares, desde Arusa, sobrevolando el Serengueti y el cráter del Ngorongoro. Recientemente se han abierto actividades para la práctica del remo en canoa, bicicleta de montaña, senderismo y rápel. El parque está emplazado entre el Lago Victoria y la carretera Arusha-Dodoma. (6) (7) (24)    

### Parque Nacional de Mikumi

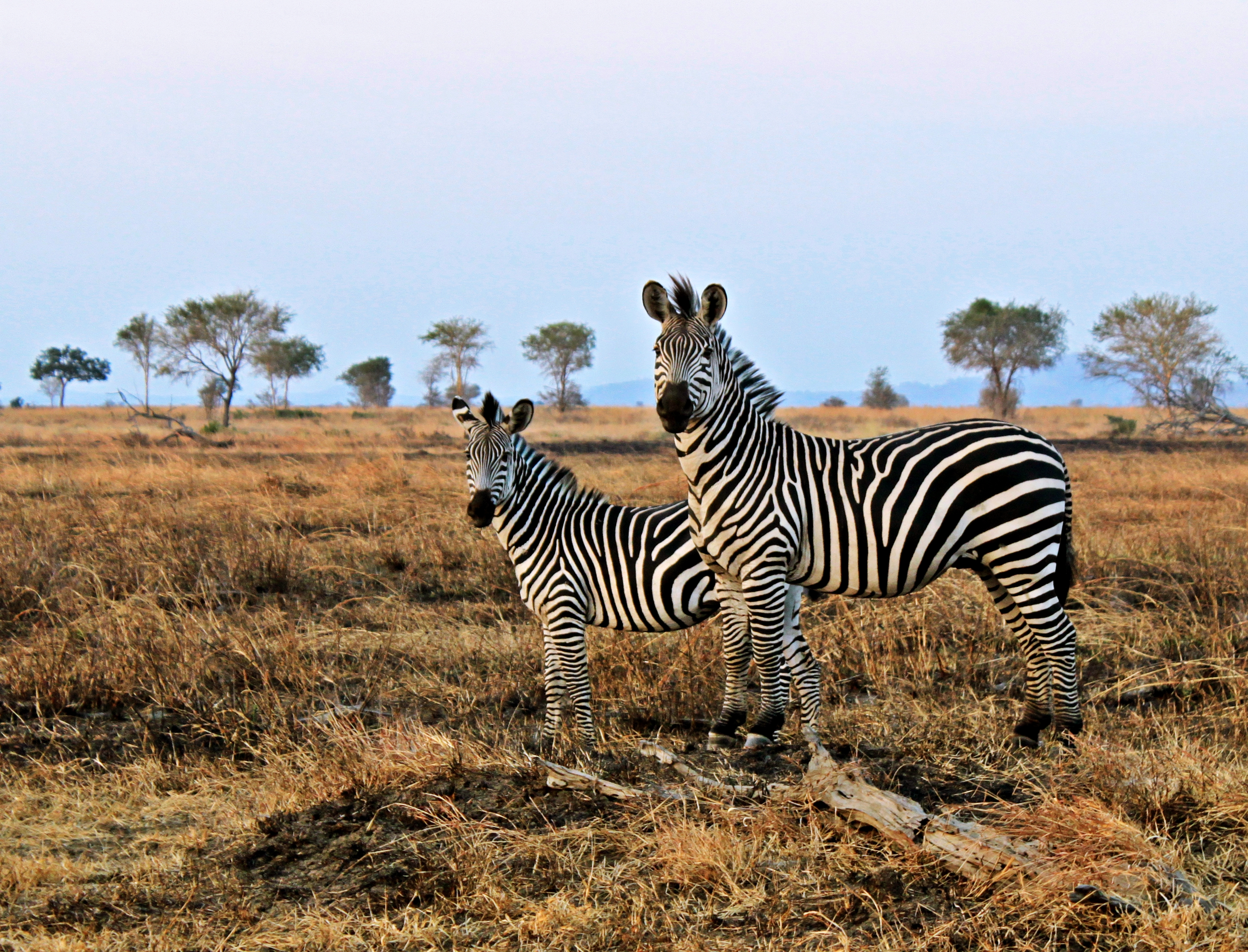
Pareja de cebras en el Parque Nacional de Mikumi.

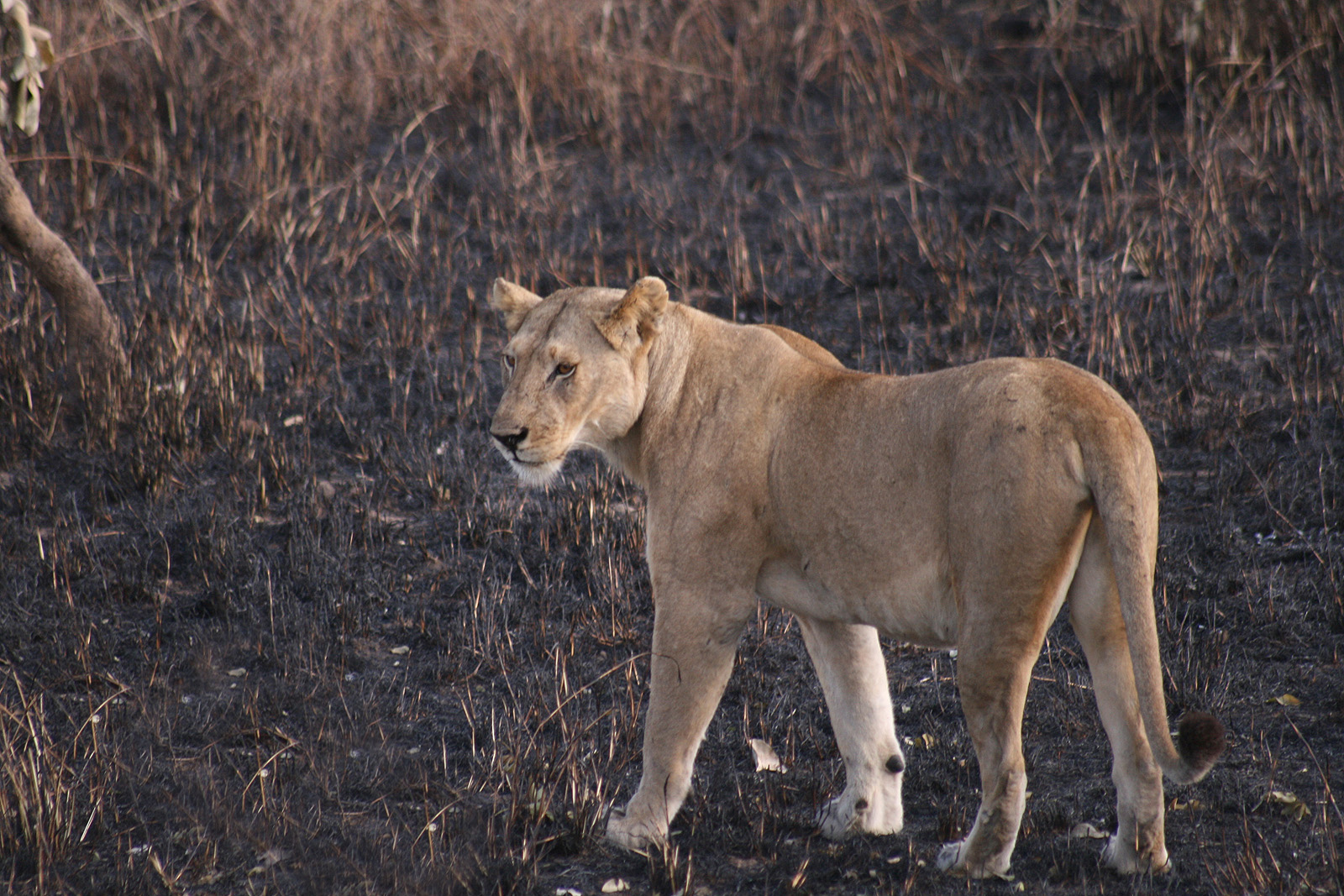
Leona en el Parque Nacional de Mikumi.

El Parque Nacional de Mikumi cubre una extensión de 3.230 kilómetros cuadrados y es el cuarto parque más grande del país. Se encuentra enclavado en un área de 75.000 kilómetros cuadrados de tierra salvaje que se extiende hacia el oeste, cerca del Océano Índico. Limita, al norte, con la Reserva de Caza Selous la cual es la mayor de su género en Tanzania. El hábitat está compuesto por llanuras inundables, extensos pastizales y por el río Mkata que atraviesa el parque, y por los miombos (sabana boscosa) de las montañas. Se encuentra ubicada en un ecosistema pantanoso, ribereño y palustre. La fauna está compuesta de rebaños de cebras y  manadas de leones, y en los vastos pastizales se encuentran rebaños de ñus, impalas y búfalos, así como jirafas, antílopes Eland, kudu y sable, e hipopótamos en charcas de agua, a 5 km al norte de la entrada principal. También se pueden ver antílopes y elefantes. Entre las aves se encuentran cuatrocientas especies, entre las que se incluyen las carracas lila, los bisbitas gorgigualdos y las águilas volatineras. La reserva se comunica por carretera con Dar es Salaam, a 283 km, vía la reserva de caza  Selous,  el Parque Nacional de Ruaha, el Parque Nacional de los Montes Udzungwa y el de Katavi. (7) (25)

### Parque Nacional de Ruaha

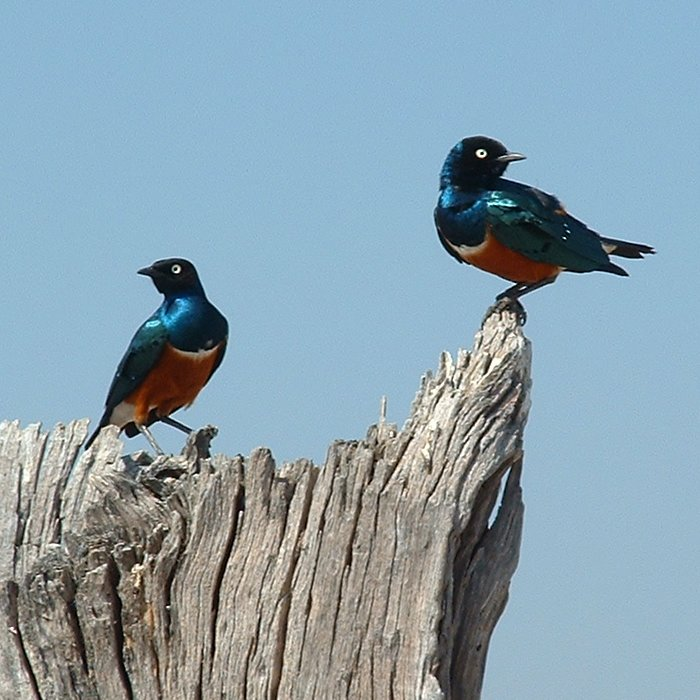
Estorninos soberbio (Lamprotornis superbus), en el Parque Nacional de Ruaha.

El Parque Nacional de Ruaha es el más grande de Tanzania, con una extensión de 20.226 kilómetros cuadrados. Está en un territorio accidentado y semidesértico, típico del centro de Tanzania. El río Ruaha atraviesa el parque y se desborda en la época de lluvias, si bien no es más que un arroyo con charcas, arena, riberas y un lecho pedregoso. Se encuentra en un ecosistema pantanoso, ribereño y palustre. Abundan los pastizales, la sabana con acacias y las llanuras de Usangu. Según consta, en la reserva viven aproximadamente 10.000 elefantes, cebras, jirafas, impalas, antílopes acuáticos y otras especies de antílopes, guepardos, hienas rayadas y hienas manchadas, antílopes sable, antílopes ruanos, el kudú mayor (o gran kudú), con sus cuernos en V, curvados, con dos o tres giros en espiral (en el caso de los machos), siendo el emblema del parque. De las cuatrocientas cincuenta especies de aves existentes, son de destacar el llamativo barbudo crestado (con sus vistosos colores negro y amarillo, principalmente), y los pájaros endémicos tales como el (o inseparable cabecinegro) y el estornino cenizo (o estornino unicolor). El parque se encuentra a 128 km al oeste de la ciudad de Iringa. (7) (26) (p. 20-21) 

### Parque Nacional de la Isla Rubondo
El parque nacional de la isla Rubondo posee una extensión de cuatrocientos cincuenta y siete kilómetros cuadrados. Se encuentra ubicada al noroeste de Tanzania, a ciento cincuenta kilómetros al oeste de la ciudad de Mwanza. En él están incluidas nueve pequeñas islas. Se trata de un ecosistema de humedal lacustre que rodea el lago Victoria y es conocido como un “maravilloso mundo acuático” Es un territorio de abundante pesca, con especies tales como tilapias y percas del Nilo, las cuales puede alcanzar un peso de hasta 100 kg.  Así mismo hay marsupiales, tales como las  nutrias de cuello manchado. (7) (27)
Abundan las especies de mamíferos en este remoto parque de difícil acceso, entre ellos especies autóctonas de hipopótamos, primates como el  cercopiteco verde (o Vervet), ginetas y mangostas, especies que conviven con otras invasoras, tales como chimpancés, colobos, elefantes y jirafas,  antílopes jeroglífico y los sitatunga. Así mismo pueden verse águilas pescadoras y cocodrilos cerca de la bahía. (27)     

### Parque Nacional de Saadani

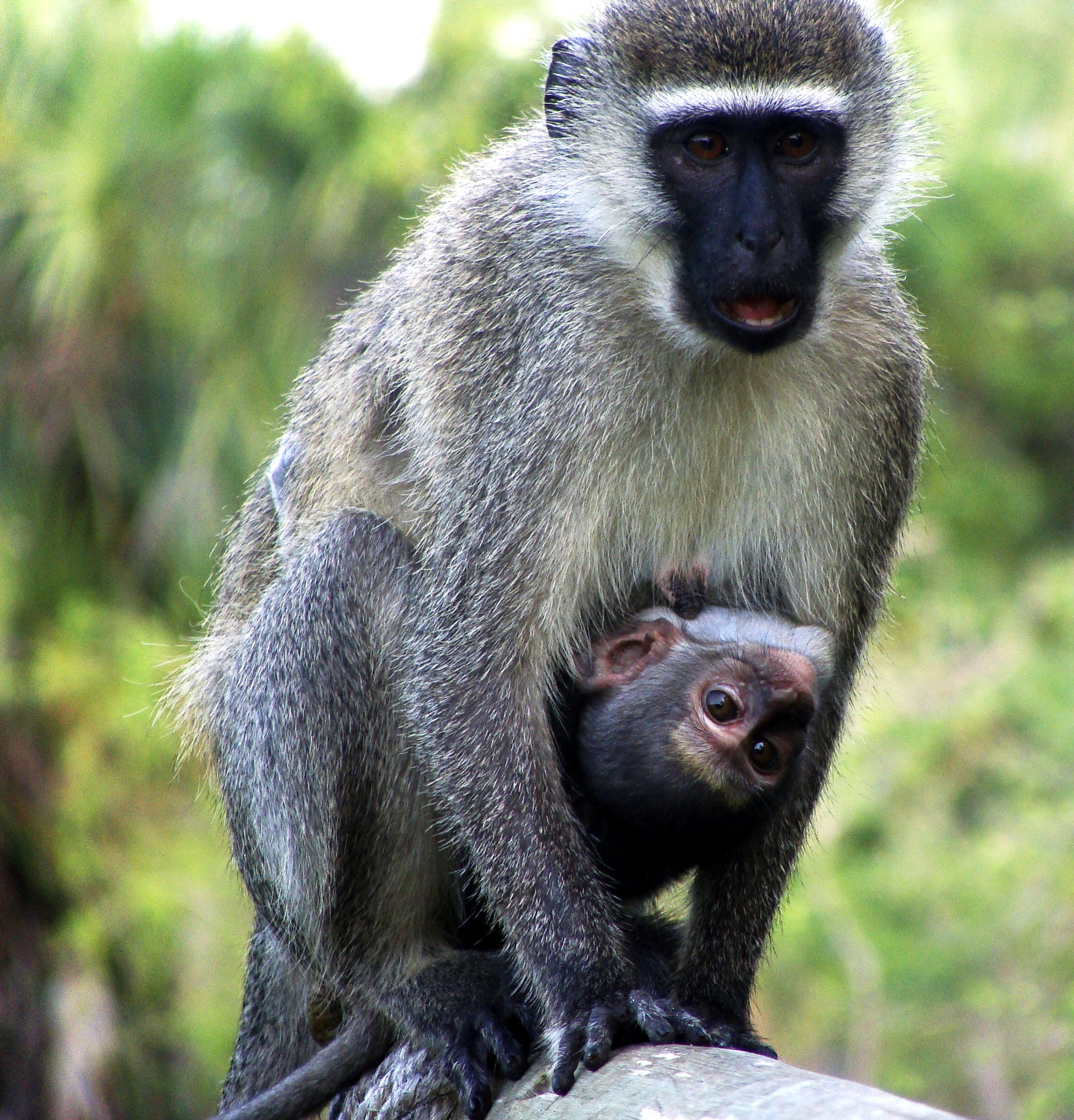
Cría de cercopiteco verde aferrándose a su madre en el parque nacional de Saadani.

El parque nacional de Saadani, reserva de caza desde los años 1960, fue declarado parque nacional en el año 2002. Posee una extensión de mil sesenta y dos kilómetros cuadrados, incluidas las tierras del antiguo rancho Mkwaja, el río Wami y el bosque Zaraninge. Es el único parque, situado al este de África, con un frente costero al océano Índico y pueden verse animales deambulando a lo largo de la costa. Es el décimo tercer parque nacional de Tanzania. Antes de ser declarado parque nacional, estaba regido por el World Wide Fund for Nature (WWF) (Fondo Mundial para la Naturaleza), con el fin de conservar el último bosque pluvial del país. También fue un rancho de ganado entre los años 1952 al 2000. (28) (29) También hubo cabañas de caza en la línea costera del parque, las cuales acogían personajes célebres que venían a estas tierras a cazar y a escapar del ajetreo de la vida en la ciudad de Dar es Salam, antigua capital de Tanzania. (30)   
El clima de este parque costero es caliente y húmedo. Según consta, la fauna terrestre y marina del parque incluye treinta especies de grandes mamíferos, reptiles y aves. Entre las especies terrestres podemos encontrar elefantes, monos colobos, y el antílope sable Roosevelt (Hippotragus niger roosevelti), y entre las especies marinas, o costeras, existen muchas especies de peces, tortugas verdes que crían en las playas, delfines y ballenas jorobadas. (29) (30)

### Parque Nacional Serengeti

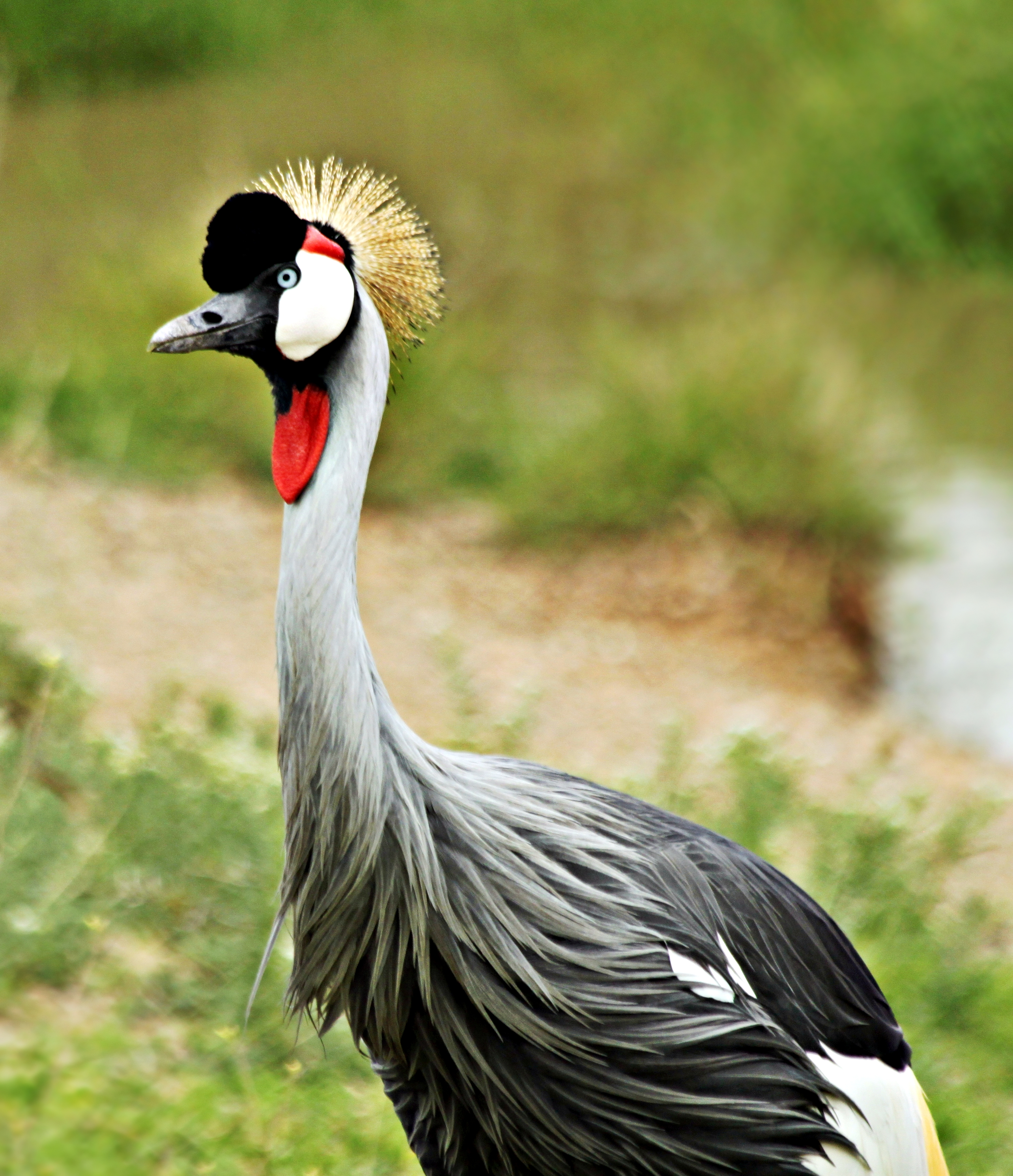
Grulla coronada cuelligrís en el Parque Nacional Serengueti

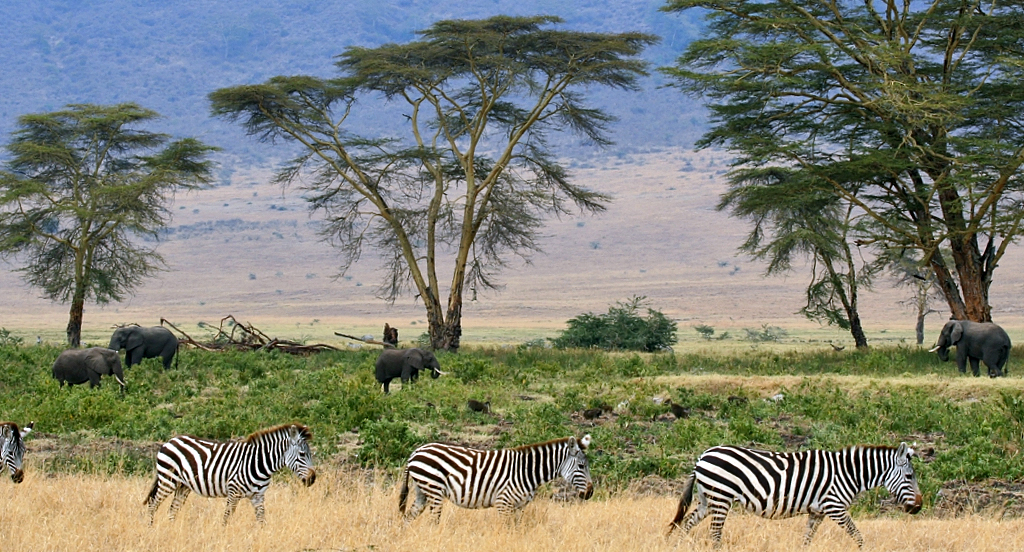
Cebras en las sabanas del Serengeti.

El parque nacional Serengueti es el más antiguo y más popular de los parques de Tanzania. Fue inaugurado en 1951, y posee una extensión de catorce mil setecientos sesenta y tres kilómetros cuadrados. El hábitat se encuentra bordeado por la frontera con Kenia y el lago Victoria, al oeste, y se caracteriza por grandes planicies, sabana, colinas con árboles, grandes montículos de termitas, ríos y bosques de acacias. La espectacular vida salvaje que se puede observar en el parque, generalmente incluye las grandes migraciones de ñus, en manadas de hasta un millón de individuos, (31)  en busca de verdes pastos a lo largo de la ondulante planicie del Serengueti, en Tanzania, y del Masái Mara, en Kenia. A veces se les ve en columnas de cuarenta kilómetros de largas, cruzando ríos, dirigiéndose hacia el norte, recorriendo distancias de hasta mil kilómetros, después de haber pasado semanas emparejándose y dando a luz a unas ocho mil crías al día. Esta migración, y el ciclo de vida que ello supone, son una característica del parque. La migración se realiza junto a unas doscientas mil cebras y a trescientas mil gacelas de Thomson en busca de pastos. Este espectáculo que bien descrito en la frase “seis millones de pezuñas pateando por las extensas planicies” Otros mamíferos que pueden verse son los búfalos, los elefantes, las jirafas, grandes manadas de antílopes Eland, los topis, los búbalos de Coke (o kongonis), los impalas y las gacelas de Grant (o suara). Entre los depredadores que se hallan en el parque, se encuentran los leones, los leopardos, los chacales, las hienas manchadas, los damanes de El Cabo (o damán roquero) y servales. Entre los reptiles se hallan los agamas (saurópsidos escamosos) y los cocodrilos. Entre las especies de aves se contabilizan más de quinientas, las cuales incluyen los avestruces y los secretario (Sagittarius serpentarius). También cuenta el parque con unas cien variedades de escarabajos peloteros. (32)       

### Parque Nacional de Tarangire

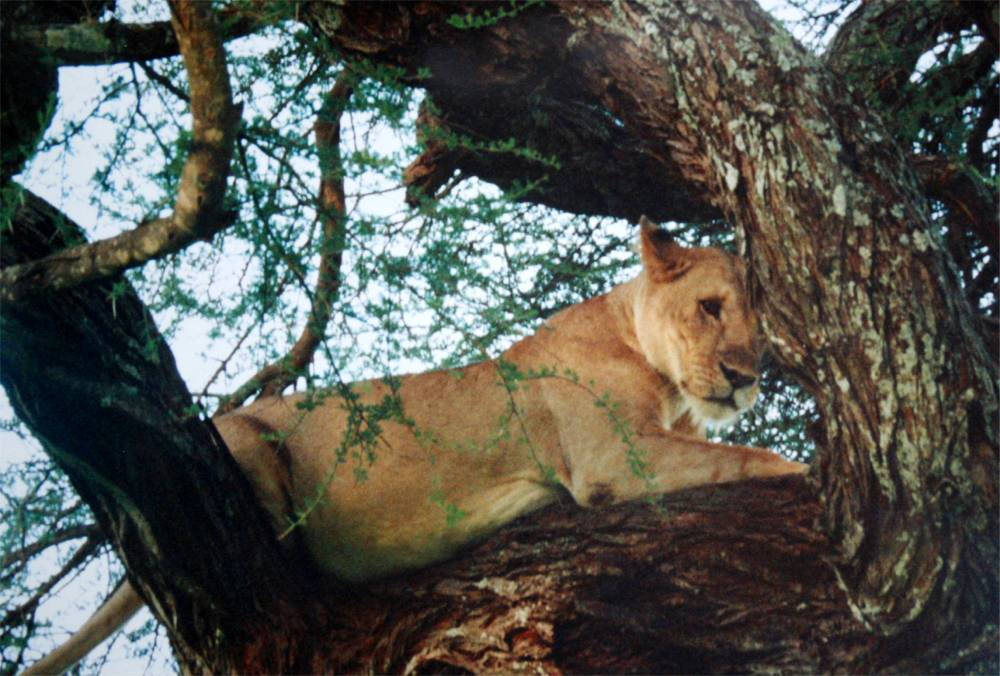
Leona subida a un árbol en el Parque Nacional de Tarangire

El parque nacional de Tarangire es el sexto parque más grande de Tanzania. Su nombre se debe al río Tarangire que atraviesa el parque. El río es perenne y provee de agua a humanos y a animales incluso en épocas de sequía y durante el estío. Tiene una extensión de dos mil ochocientos cincuenta kilómetros cuadrados que se encuentran al sureste del lago Manyara. Entre los mamíferos que se encuentran en el parque están los elefantes y los ñus, las cebras los búfalos, los impalas, las gacelas, los  alcélafos (o búbalo común) y los antílopes Eland. Entre los depredadores se hallan los leones y los leopardos. Los reptiles más comunes son las pitones de Seba (o pitón africana), encaramadas a los baobabs (o árbol botella o pan de mono). El parque posee unas quinientas cincuenta especies de aves que crían en el mismo, lo cual se estima como el mayor parque de cría de aves del mundo. Entre estas se encuentran las avutardas kori (una de las aves voladoras más pesadas del mundo, alcanzando a veces los 12,25 kg, pudiendo medir 1,5 m.), junto con cóndores, cisnes, pavos y cálaos terrestres del África subsahariana, los inseparable enmascarados, los  tejedores colirrojos (o tejedores de cola rufa), y los  estorninos cenizos, que son endémicos en la sabana. Se accede por carretera desde el suroeste de Arusha, a unos 18 kilómetros de distancia. También se puede acceder por vía aérea, desde los aeropuertos de Arusha y Serengueti. (33) (34)

### Parque Nacional de los Montes Udzungwa
El parque nacional de los Montes Udzungwa forma parte de las Montañas del Arco Oriental, con una superficie de mil novecientos noventa kilómetros cuadrados en los cuales se encuentran sierras que van desde los Montes o Colinas Taita, al sur de Kenia, hasta el Makambako Gap, en el centro-sur de Tanzania y la zona de colinas, algunas de las cuales alcanzan doscientos cincuenta metros de altitud, con el pico Lohomero, la mayor altitud en el parque, de dos mil quinientos setenta y seis metros de altitud. El hábitat del parque incluye bosques tropicales pluviales, bosques de montaña, miombos, praderas y estepa. Este parque tiene el honor de albergar entre el 30 y el 40% de las especies de plantas y de animales de Tanzania, con más de cuatrocientas especies de aves y seis especies de primates. Posee la segunda más extensa biodiversidad de todos los parques nacionales de África. Está incluido en la lista de los treinta y cuatro puntos de mayor interés de biodiversidad del mundo. También se halla incluido en la lista de las doscientas ecorregiones de mayor importancia global de la WWF. Se hallan registradas seis especies de primates, de las cuales cinco son endémicas de la región. Los primates colobo rojo de Udzungwa y el mangabeye del río Sanje, tan solo se encuentran en este parque nacional. El mangabeye solo fue reconocido como especie propia en 1986. (35) (36)   

## Zona de Conservación de Ngorongoro
Si bien no es un parque nacional, la Zona de Conservación de Ngorongoro, con sus ocho mil doscientos noventa y dos kilómetros cuadrados, fue reconocida Patrimonio de la Humanidad, por la Organización de las Naciones Unidas para la Educación, la Ciencia y la Cultura (UNESCO), en 1979. (4) El criterio seguido para otorgar dicho reconocimiento fue: 
1.- Evidencia crucial hallada en la Zona de Conservación de Ngorongoro, respecto a la evolución humana y la dinámica entre humanos y medioambiente (este criterio fue agregado en el 2010)
2.- El “impresionante paisaje” del cráter del Ngorongoro, la caldera intacta más grande del mundo.
3.- La gran concentración de fauna que incluye veinticinco mil animales de gran talla.
4.- Las variaciones del clima, topografía y altitud, lo que conlleva varios ecosistemas superpuestos y diferentes hábitats. (4)   

## Fauna

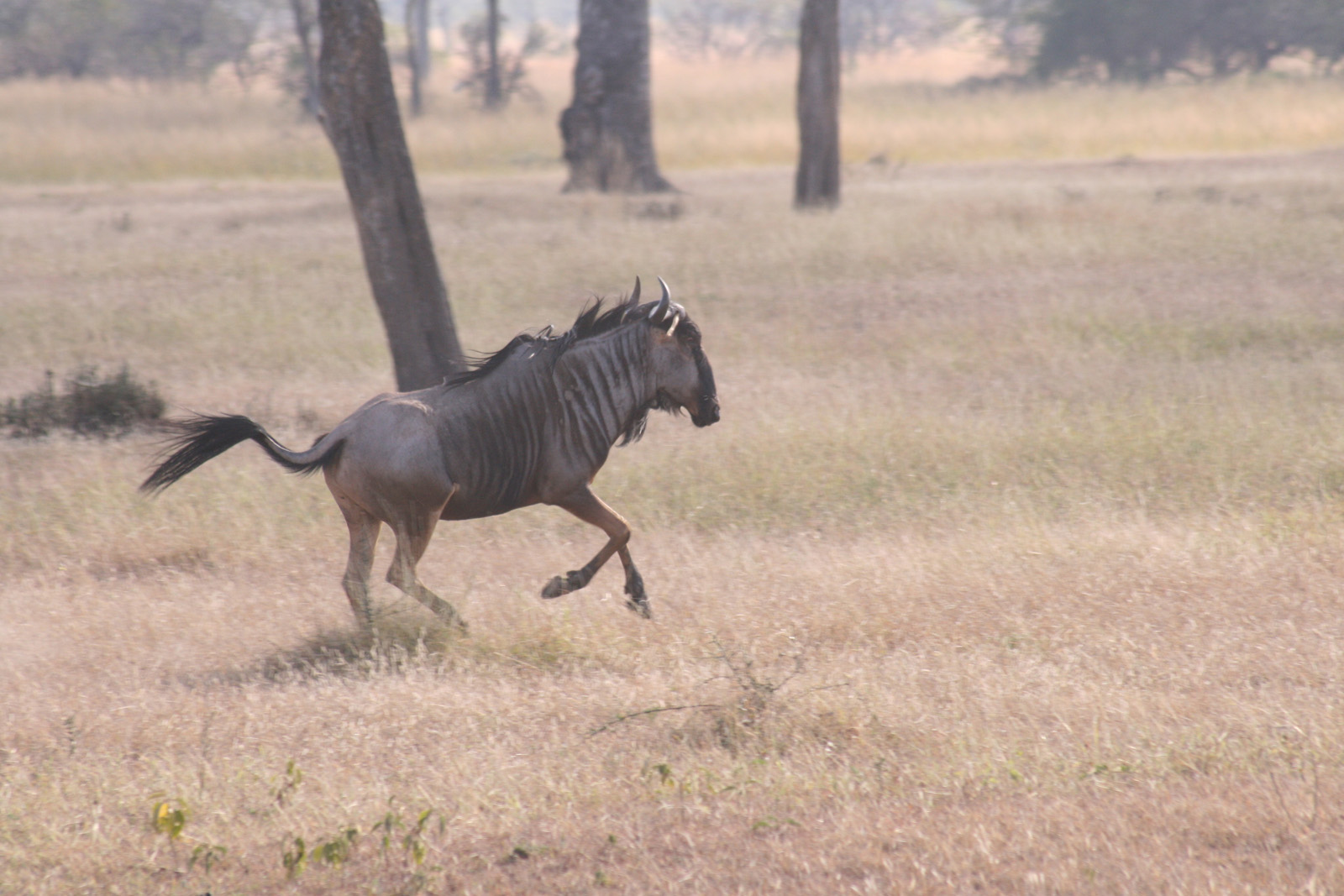
Ñu en el Parque Nacional de Mikumi

La diversidad faunística en Tanzania y sus parques nacionales y sus reservas de caza, es impresionante. Existen trescientas diez especies de mamíferos salvajes, ocupando el cuarto lugar en África; novecientas sesenta especies de aves, ocupando el tercer lugar en África; y gran cantidad de anfibios y de reptiles que representan la cuarta mayor población de estos animales en África. (8) Las especies faunísticas amenazas son: el rinoceronte negro (o de labio ganchudo); el ave paseriforme  gladiador de las Uluguru; las tortugas marinas tales como la tortuga carey, la tortuga verde, la tortuga olivácea (o golfina) y la tortuga laúd o tinglar; los monos colobo rojo de Zanzíbar; el perro salvaje africano, licaón; y los zorros voladores de Pemba. (38)  No obstante,  la editora de guías de viajes en el mundo “Lonely Planet” contempla la cifra de cuatrocientas treinta especies entre cuatro millones de animales; sesenta mil especies de insectos; cien especies de serpientes; veinticinco especies de reptiles; y mil especies de aves. El museo de zoología de la universidad de Michigan, la universidad de Bucknell, la base de datos Avibase, y la BirdLife International, aportan más detalles acerca de las especies faunísticas.   
Mamíferos

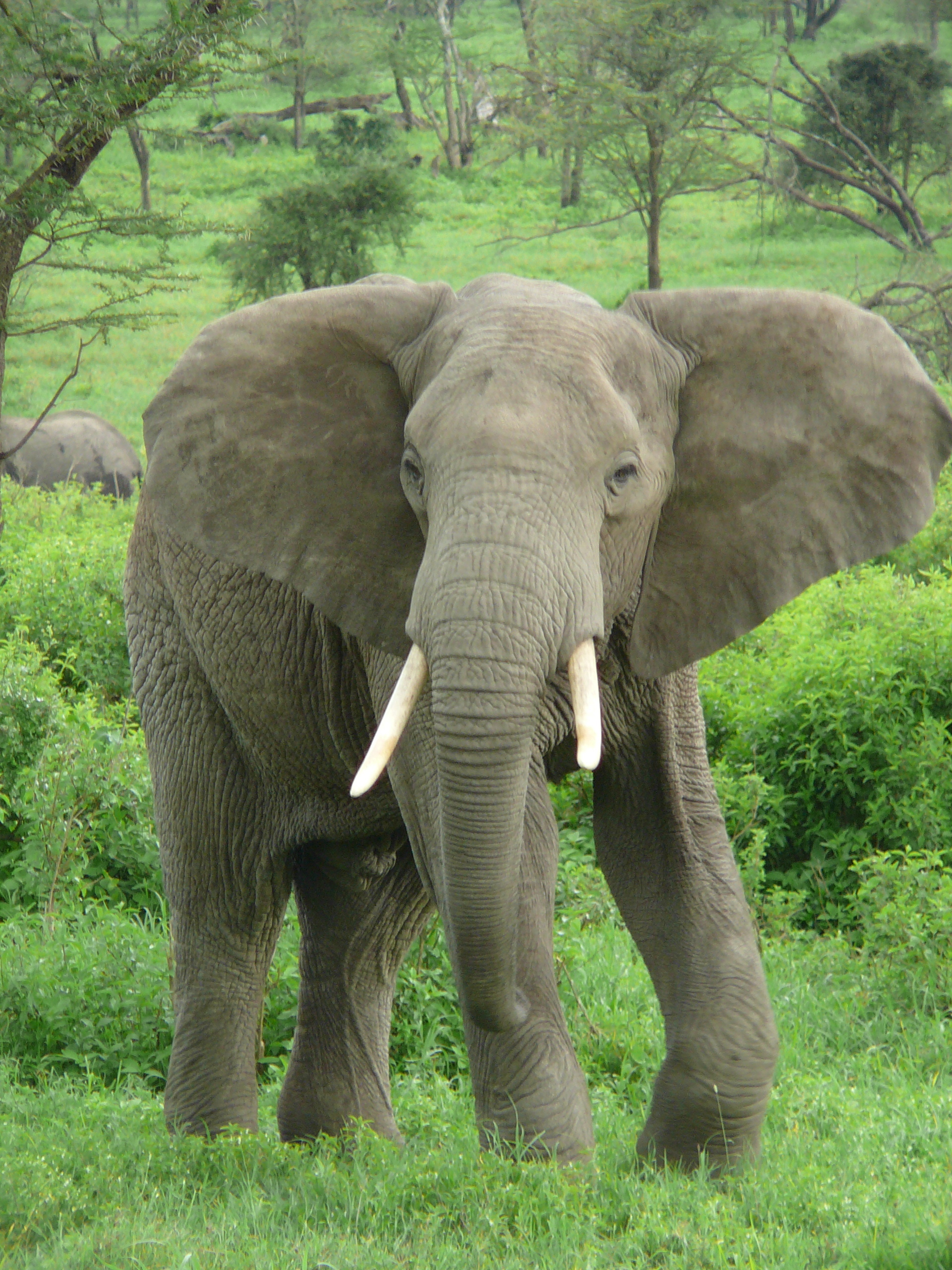
Elefante africano de sabana (Loxodonta africana), en Tanzania.

Se han contabilizado trescientas especies de mamíferos en Tanzania. (40) Algunas de las especies son: el elefante africano de sabana, la cebra de Burchell (Equus quagga burchellii), la gacela de Thomson (Eudorcas thomsonii), el alcélafo o búbalo común (Alcelaphus buselaphus), el lirón enano africano (Graphiurus murinus), los primates kipunji, o kipunyi (Rungwecebus kipunji), el gálago de Thomas (Galago thomasi), el gálago del príncipe Demidoff, o gálago enano (Galago demidoff), los mamíferos pucú (Kobus vardonii),  gerenuc (o gacela jirafa o gacela de Waller) (Litocranius walleri), la ardilla enana voladora llamada ardilla de Zenke (Idiurus zenkeri), el pequeño mamífero de la subfamilia de los antílopes llamado suni (Neotragus moschatus),  el antílope sable o negro (Hippotragus niger) y el  puercoespín crestado (Hystrix cristata)
Depredators
Las pocas especies de depredadores existentes, incluyen al (4) león (Panthera leo), la hiena manchada  (Crocuta crocuta), el chacal de lomo negro, o de gualdrapa (Canis mesomelas) y a varios servales, de la familia de los felinos (Leptailurus serval).
Primates
Algunas de las especies de primates existentes, según consta, son: (4) los chimpancés (Pan troglodytes), los papiones o babuinos (Papio), los papiones oliva o papión de Anubis o babuino de Anubis (Papio anubis), los papiones o babuinos amarillos (Papio cynocephalus) y los papiones sagrados o papión, babuino hamadryas o babuino sagrado egipcio (Papio hamadryas).    

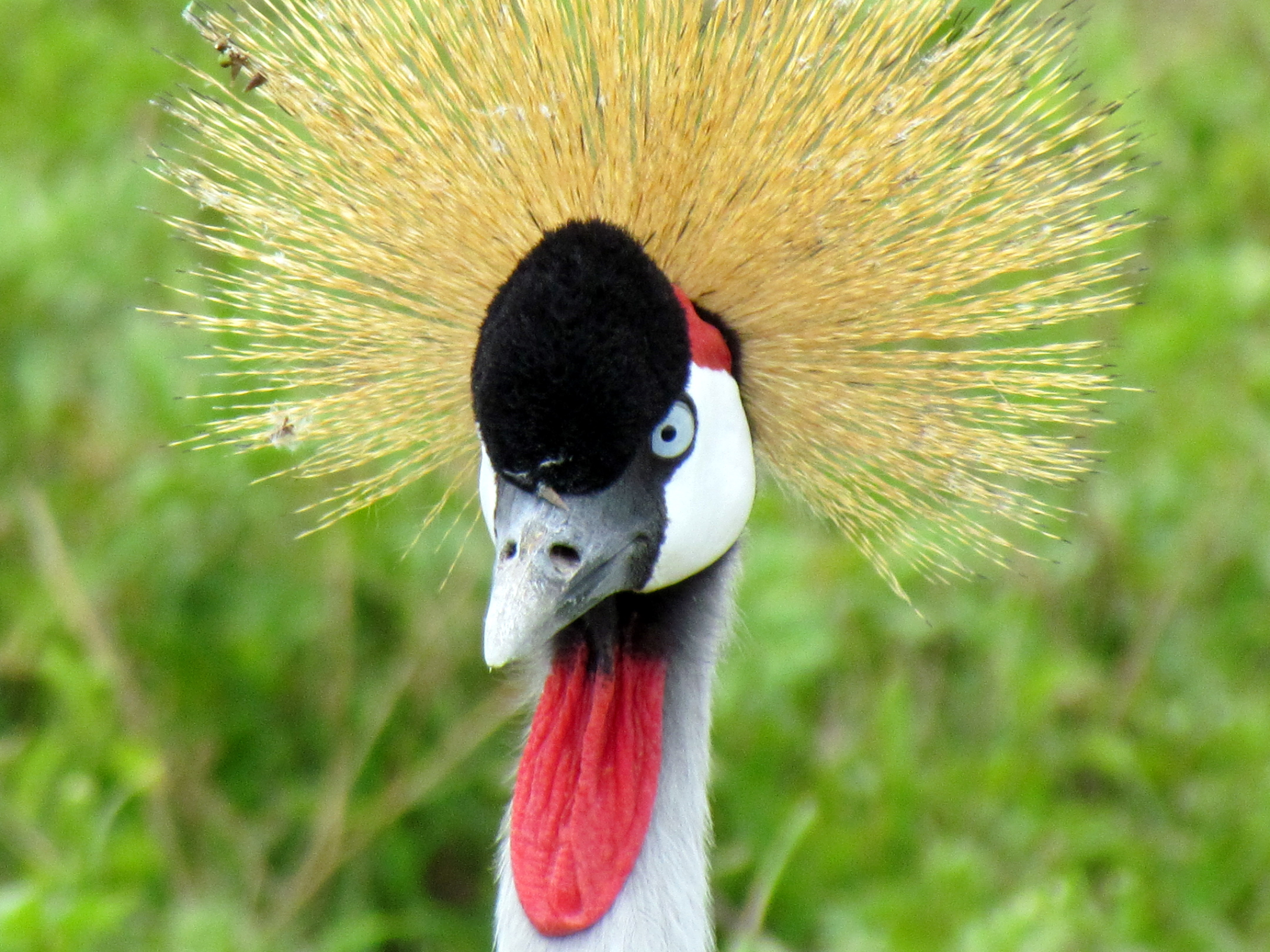
Grulla coronada cuelligrís (Balearica regulorum), una especie de ave amenazada que se encuentra en los hábitatbitas de los humedales hs de los humedales de Tanzania.

En el mes de marzo del año 2004, según la base de datos Avibase, el número de las especies de aves, en Tanzania, era de mil ciento doce especies (según BirdLife International, la cifra era de mil ciento veintiocho), de las cuales veintitrés eran especies endémicas, treinta y cinco eran especies globalmente amenazadas y tres especies eran introducidas. (43) El estado de conservación de la grulla coronada cuelligrís en el este y el sur de África, incluyendo Tanzania, es de vulnerable. (44)
Especies endémicas
Las especies endémicas son: (43) el inseparable enmascarado o cabecinegro (Agapornis personatus), la paloma vinago o vinago de Pemba (Treron pembaensis), el autillo de Pemba (Otus pembaensis), el búho de Usambara (Bubo vosseleri), la alondra de Beesley (Chersomanes beesleyi), la prinia de Winifred (Scepomycter winifredae), la hiliota de los Usambara (Hyliota usambara), el akelat de los Usambara (Sheppardia montana), el iringa akalat o akalat del Iringa (Sheppardia lowei), el akelat de Rubeho (Sheppardia aurantiithorax), el suimanga cuellirrojo (Anthreptes rubritorques), el suimanga de Moreau (Cinnyris moreaui), el suimanga alirrojo (Cinnyris rufipennis), el serín de los Kipengere (Serinus melanochroa),  el tejedor colirrojo, o tejedor de cola rufa (Histurgops ruficaudus), el tejedor de Kilombero (Ploceus burnieri), el tejedor de Reichard (Ploceus reichardi) y el tejedor de los Usambara (Ploceus nicolli).
Especies Invasoras
Las especies invasoras son: (43) la paloma bravía (Columba livia) y el cuervo indio (Corvus splendens).

## Conservación

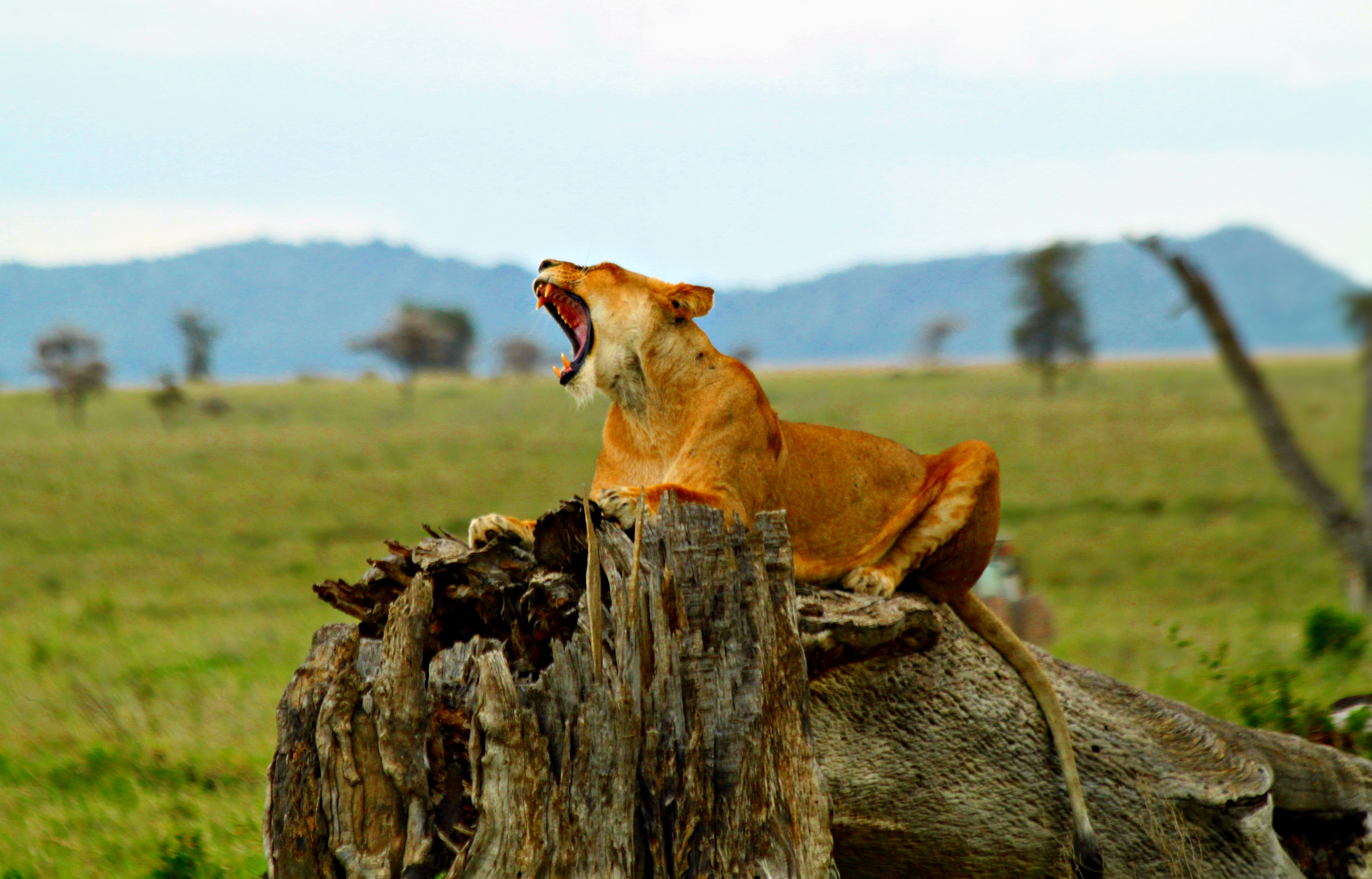
Leona rugiendo en la Zona de Conservación de Ngorongoro, Tanzania.

La caza furtiva y la presión evolutiva ejercida sobre la vida salvaje, a fin de cubrir la demanda de carne de caza, han sido un gran problema en Tanzania, habiendo alcanzado la cifra de 160.000 a 200.000 animales capturados y sacrificados, anualmente, en los años 1990. El gobierno de Tanzania, en colaboración con agencias de ayuda internacional, ha llevado a cabo grandes esfuerzos para frenar el problema por medio de la implantación de medidas legales de conservación medioambiental y la búsqueda de soluciones del conflicto entre la conservación fauna y la necesidad de las comunidades rurales que dependen de dichos recursos. Los esfuerzos llevados a cabo para el control de la caza ilegal y del turismo de visitas a los parques, con el fin de observar la vida salvaje, han sido un éxito en la zona norte del país, de fácil acceso. La caza deportiva, en busca de trofeos de caza, también ha supuesto una solución parcial al problema, dados los beneficios económicos que ello ha supuesto, particularmente en las zonas de caza del norte, sur y oeste del país. (5)     

## Ver
- Wildlife of Zanzibar (Fauna de Zanzíbar)